# 源覚
源 覚（みなもと の さとる）は、平安時代前期の貴族。仁明天皇の皇子。官位は正四位下・宮内卿。

## 経歴
仁明天皇の皇子として生まれるが、源朝臣姓を与えられ臣籍降下する。貞観11年（869年）従四位上に直叙され、翌貞観12年（870年）次侍従に任ぜられる。その後、右京大夫を務めると共に、但馬守・美濃守と地方官を兼ねる。またこの間、貞観17年（875年）清和天皇が儒学者らと共に『群書治要』を読んだ際に講席に侍し、貞観18年（876年）清和天皇が譲位した際には左馬寮の監護を務めている。
陽成天皇が即位した翌年の元慶元年（877年）正四位下・宮内卿に任ぜられ、元慶3年（879年）8月に送伊勢斎内親王使を務めるが、同年10月20日卒去。享年31。最終官位は宮内卿正四位下。

## 人物
聡明鋭敏な質で、幅広い学識があった。有能な官吏として賞賛されたという。

## 官歴
『日本三代実録』による。
- 貞観11年（869年） 正月7日：従四位上（直叙）
- 貞観12年（870年） 12月29日：次侍従
- 貞観17年（875年） 4月25日：見右京大夫兼但馬守
- 貞観18年（876年） 11月28日：見兼美濃守
- 元慶元年（877年） 10月18日：宮内卿、美濃守如元。11月21日：正四位下
- 元慶3年（879年） 8月19日：送伊勢斎内親王使。10月20日：卒去（宮内卿正四位下）

## 系譜
『尊卑分脈』による。
- 父：仁明天皇
- 母：山口氏の娘
- 生母不明の子女
  - 男子：源済
  - 男子：源脩
  - 男子：源都